# Šedá lávka
Šedá lávka (polsky Szara Ławka, německy Vordere Soliskoscharte, maďarsky Elülső Szoliszkó-csorba) je široké dvojité sedlo v Soliskovém hřebeni mezi Furkotským Soliskem a Štrbským Soliskem. Má dvě štěrbiny, severní a jižní, rozdělenou žebrem. Lze jí projít z Furkotské doliny do Mlynické doliny nebo opačně. V zimě je třeba dávat pozor na laviny.

## Název
Jméno je odvozeno od šedého zabarvení skal. Pochází z období mezi světovými válkami ve 20. století.

## První známý výstup
Během přechodu Soliskového hřebene Günther Oskar Dyhrenfurth a Hermann Rumpelt 3. června 1906. V zimě Julius Andreas Hefty a Lajos Rokfalusy 25. března 1913.